# Piteraq

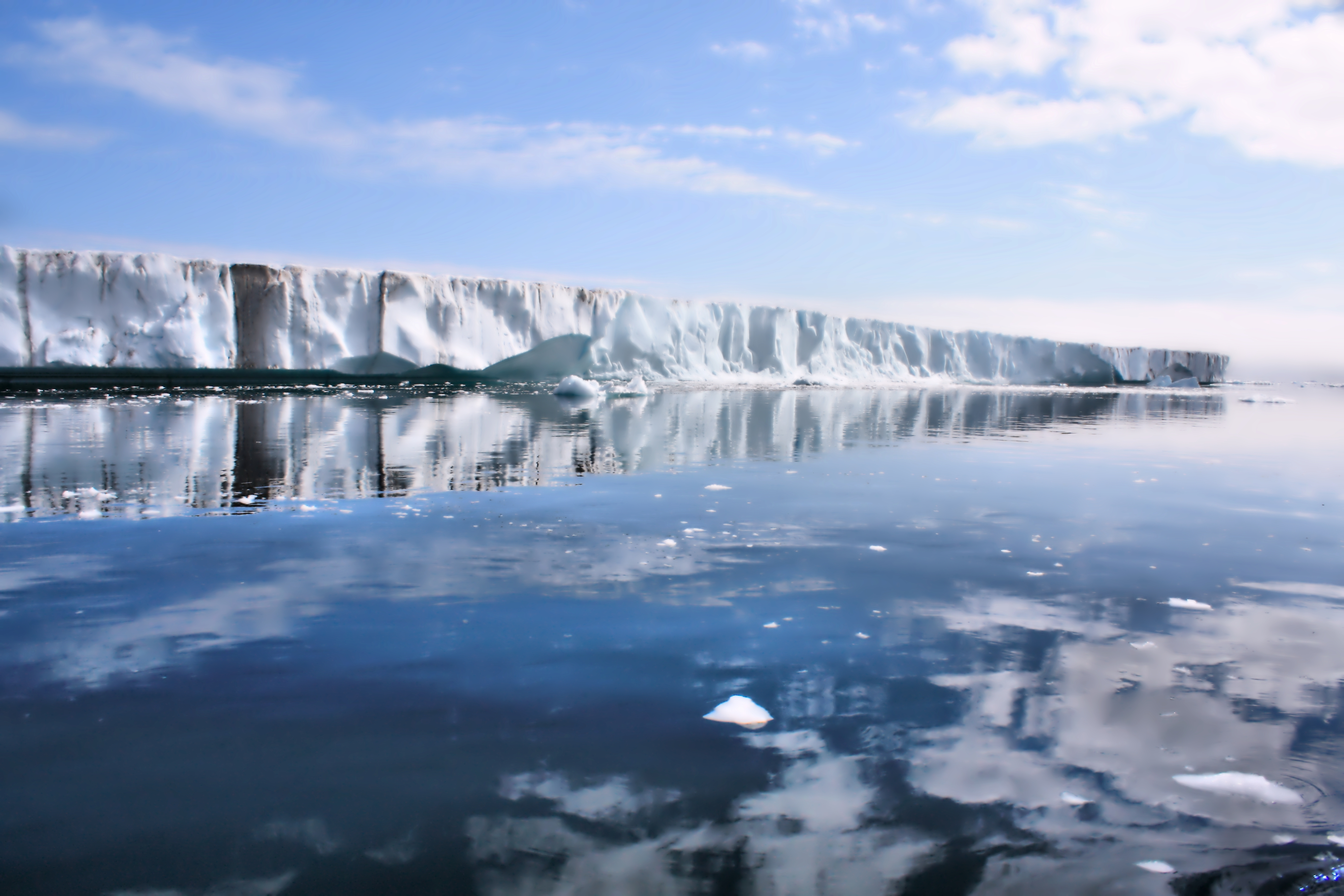
Manto de gelo no leste da Groelândia, onde o piteraq é formado.

O piteraq (plural piteqqat) é um vento catabático que surge na camada de gelo da Groelândia e, em seguida, flui pela costa leste. A palavra "piteraq" em groelandês significa "aquele que te ataca". Os piteqqat são mais comuns no outono e inverno. O vento normalmente atinge velocidades entre 50 a 80 m/s (180-288 km/h). Em 6 de fevereiro de 1970, a comunidade Tasiilaq foi atingida pelo piteraq mais forte documentado na Groenlândia. A velocidade máxima estimada foi de 90 m/s (324 km/h). O vento causou bastantes danos. Desde o início da década de 1970 avisos de piteraq são anunciados pelo Instituto Meteorológico Dinamarquês. 

## Formação
Piteqqat ocorrem especialmente quando uma depressão atmosférica se move para o norte, sobre o mar a sudeste da Groenlândia, o Irminger. Como o ar até três quilômetros acima do gelo sobre a Groenlândia se resfria fortemente, ele desce para mais perto da superfície, formando um sistema de alta pressão, em contraste ao sistema de baixa pressão no mar. Quando o ar baixo é sugado para cima, ele age como um dreno de massas de ar de alta pressão. Como a costa da Groenlândia é fortemente acidentada, apresentando fiordes, a vazão de massa de ar aumenta - sendo canalizada por um vale estreito e rompendo o fiorde, onde a maioria dos poucos assentamentos da região se encontram, como ondas em uma arrebentação, resultando em uma aceleração significativa. Massas inteiras de gelo podem ser conduzidas do fiorde para o mar aberto pela força dos ventos.